# Trị liệu bức xạ
Trị liệu bằng bức xạ thường nói gọn là xạ trị, viết tắt theo tiếng Anh là RT, RTx, hay XRT (Radiation therapy), là phương pháp điều trị sử dụng bức xạ ion hóa để trị liệu ung thư có kiểm soát hay tiêu diệt tế bào ác tính và thường được thực hiện bằng máy gia tốc tuyến tính.
Các loại ung thư khác nhau đáp ứng theo những cách khác nhau với liệu pháp trị liệu bức xạ.